# Chagchaloyan de Zapata
Chagchaloyan de Zapata är en ort i Mexiko.   Den ligger i kommunen Huitzilan de Serdán och delstaten Puebla, i den sydöstra delen av landet, 160 km öster om huvudstaden Mexico City. Chagchaloyan de Zapata ligger 1 284 meter över havet och antalet invånare är 280.
Terrängen runt Chagchaloyan de Zapata är kuperad åt nordost, men åt sydväst är den bergig. Runt Chagchaloyan de Zapata är det ganska tätbefolkat, med 65 invånare per kvadratkilometer. Närmaste större samhälle är Olintla, 17,6 km norr om Chagchaloyan de Zapata. I omgivningarna runt Chagchaloyan de Zapata växer i huvudsak städsegrön lövskog.